# هيو دونكان
هيو دونكان (26 أغسطس 1898 في نيوزيلندا - 31 أغسطس 1964) (بالإنجليزية: Hugh Duncan)‏ هو لاعب كريكت نيوزلندي.

## وصلات خارجية
- هيو دونكان على موقع إي آس بي آن كريك إنفو (الإنجليزية)